# 國家大學體育協會
国家大学体育协会（英語：National Collegiate Athletic Association）是美国一家非盈利组织，总部位于印第安纳州印第安纳波利斯。国家大学体育协会管理着1,281个大专院校、联盟或个体体育组织；同时还负责组织美国和加拿大许多大学或学院的体育赛事，每年至少帮助参与各类大学体育赛事的48万名大学生运动员。2014年，国家大学体育协会创造了10亿美元的收入。这些收入将被分配给协会内美国的各个院校或联盟。
1973年8月，国家大学体育协会的成员们通过一个特别会议将协会内的会员划分为第一级别、第二级别和第三级别。第一级别和第二级别的会员学校可以向被录取的学生提供体育类奖学金，但是第三级别的会员学校没有这个资格。通常来说，规模较大的大学都在第一级别，而规模较小的大学则分布在第二级别或第三级别。第一级别的美式足球项目在随后又被细分为“A类第一级别”和“AA类第一级别”，而那些从来不参加美式足球项目赛事的第一级别学校则被划分为“AAA类第一级别”，不过国家大学体育协会内部已经不再使用这个划分。2006年，“A类第一级别”和“AA类第一级别”分别更名为“美式足球碗赛分区”（Football Bowl Subdivision）和“美式足球冠军赛分区”（Football Championship Subdivision）。

## 锦标赛事

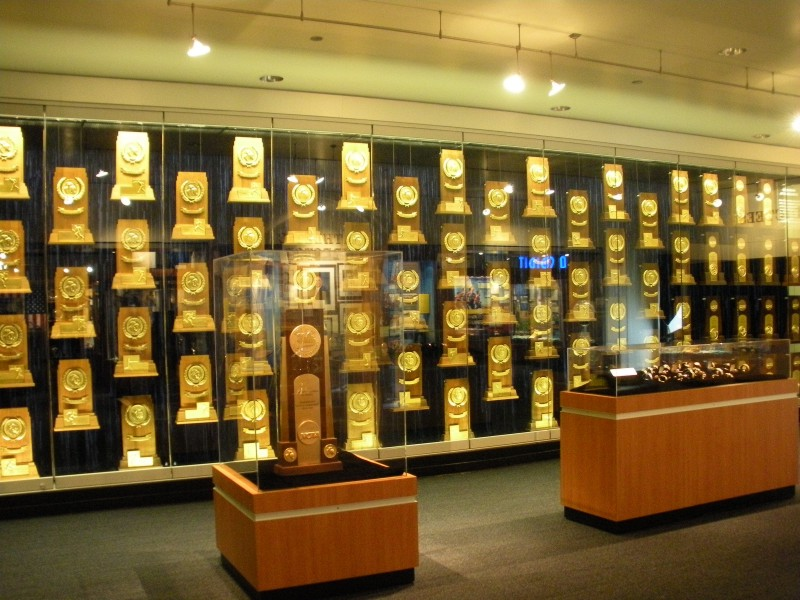
由加州大学洛杉矶分校棕熊队所获得的国家大学体育协会全国冠军奖杯、戒指及手表。

### 奖杯
除了隶属於国家大学体育学会第一级别的美式足球碗赛分区相关赛事之外，国家大学体育协会的其他所属赛事都会给前三名球队办法金杯、银杯和铜杯。在国际大学体育协会的篮球赛事中，没有进入最终决赛的两支半决赛队伍都将获得属于第三名的铜杯（1982年之前，这两支队伍会被要求进行三、四名附加赛来决出最后的第三名）。而在国家大学体育协会的美式足球赛事中（特指第一级别的冠军赛分区和第二级别、第三级别的赛事），则从来没有出现过三、四名附加赛，所有进入半决赛而没有进入决赛的队伍都会获得第三名的铜杯。胜利的队伍都将永久获得这些奖杯，除非事后查实他们是通过违反规则等手段获得胜利。
从2001－2002赛季和2007－2008赛季开始，国家大学体育协会的奖杯两次发生了改变。从2006年篮球赛季开始，进入第一级别篮球锦标赛最终四强的队伍如果获得了自己所在区域联赛的冠军，那么他们将获得一个铜制的“区域冠军”的奖杯；而最终进入全国锦标赛并获得冠军的队伍还将获得金质奖杯，而另外一直队伍则将获得银质奖杯。同时自1990年代中期开始，获得总冠军的男、女球队在获得国家大学体育协会颁发的标准金质奖杯之外，还会获得一个由大理石基座、水晶承托和一枚可拆卸的水晶篮球组成的专属奖杯。
截至2016年12月20日，加州大学洛杉矶分校、斯坦福大学和南加州大学三所大学拥有最多的国家大学体育协会冠军。其中，加州大学洛杉矶分校拥有的男、女冠军最多，共计获得113个冠军；斯坦福大学则获得112个冠军；南加州大学以103个冠军位居第三。

## 从属联盟

### 第一级别联盟
备注：
1. 美式足球盃赛分区联盟会标注“*”；
2. 美式足球冠军赛分区联盟会标注“**”；
3. 既没有美式足球项目亦没有篮球项目的联盟会以“斜体字”标注。

| - 美国东部联盟 - 美国竞技联盟* - 大西洋10联盟 - 大西洋沿岸联盟* - 大西洋阳光联盟 - 12大联盟* - 大东联盟 | - 大天空联盟** - 大南联盟** - 大十联盟** - 大西联盟 - 海岸高校体育联盟 - 殖民地竞技联盟** - 合众国联盟* | - 地平线联盟 - 常春藤联盟** - 大西洋都会竞技联盟 - 美国中部联盟* - 中东部竞技联盟** - 密苏里山谷联盟 - 太平洋山区联盟 | - 西部山区联盟* - 东北部联盟** - 俄亥俄山谷联盟** - 太平洋十二校联盟* - 爱国者联盟** - 东南部联盟* - 南部联盟** | - 南方领地联盟** - 西南竞技联盟** - 巅峰联盟 - 阳光地带联盟* - 西部海岸联盟 - 西部竞技联盟 - 第一级别独立院校 |

### 第一级别仅含美式足球冠军赛分区联盟

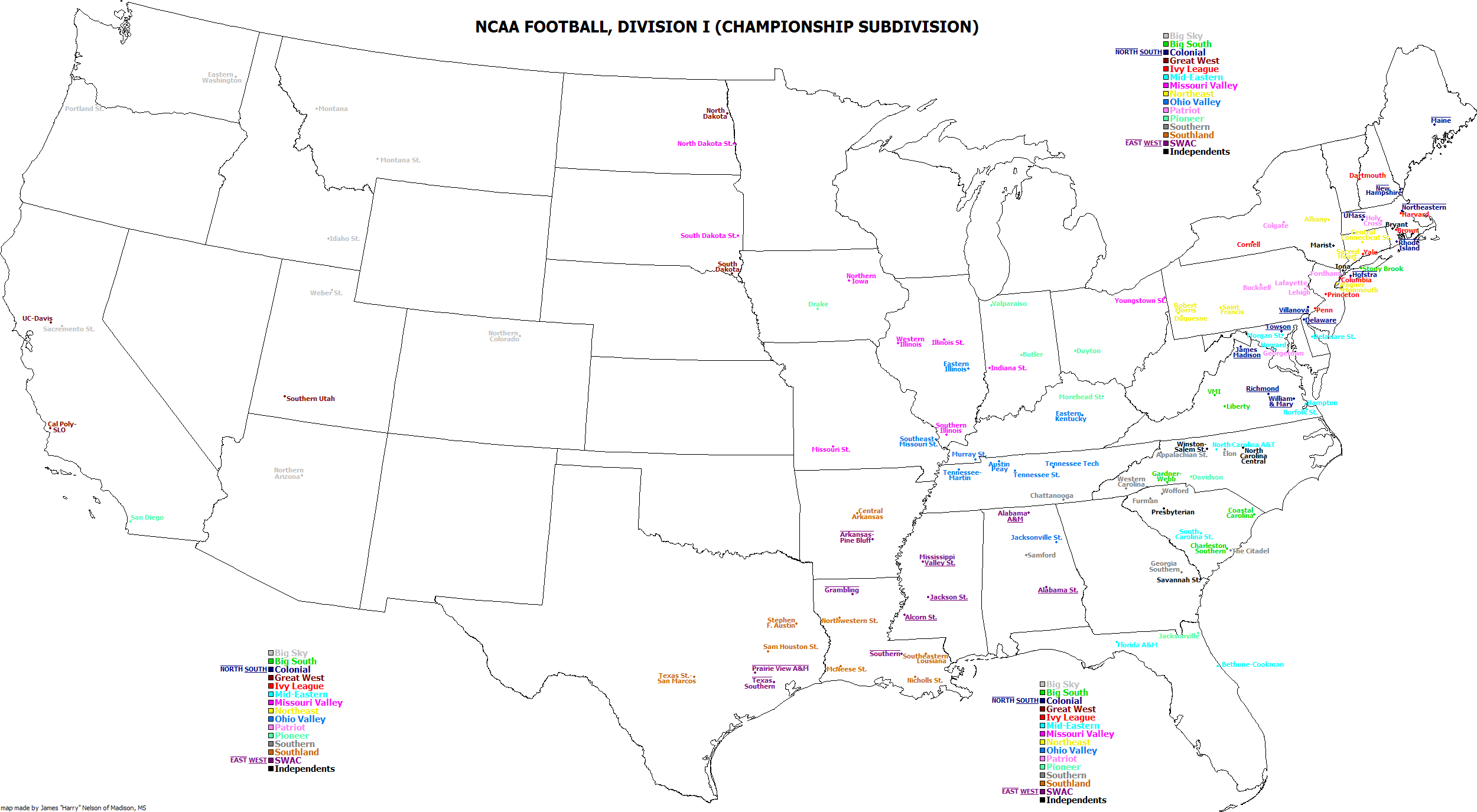
美国大学体育协会美式足球冠军赛分区诸校分布地图。

- 密苏里山谷美式足球联盟（英语：Missouri Valley Football Conference）
- 先锋美式足球联盟（英语：Pioneer Football League）

### 第一级别仅含冰球联盟
- 大西洋冰球联盟（英语：Atlantic Hockey）
- 美国高校冰球联盟（英语：College Hockey America）
- 东部高校竞技联盟冰球同盟（英语：ECAC Hockey）
- 东部冰球联盟（英语：Hockey East）
- 全国高校冰球联盟（英语：National Collegiate Hockey Conference）
- 西部高校冰球联盟（英语：Western Collegiate Hockey Association）

### 第二级别联盟
| - 加利福尼亚州大学体育联盟 - 中部大西洋高校联盟 - 中部校际竞技联盟 - 卡罗莱联盟 - 东部海岸联盟 | - 大美国联盟 - 大湖校际竞技联盟 - 大湖谷联盟 - 大中西部竞技联盟 - 大西北部竞技联盟 | - 湾区南部联盟 - 中心地区联盟 - 孤星地区联盟 - 美国中部校际竞技联盟 - 山区东部联盟 | - 东部十联盟 - 北阳校际联盟 - 太平洋西部联盟 - 蜜桃地带联盟 - 宾夕法尼亚州竞技联盟 | - 洛基山竞技联盟 - 南部大西洋联盟 - 南部校际竞技联盟 - 阳光州联盟 - 第二级别独立院校 |

### 第三级别联盟
| - 阿勒格尼山高校联盟 - 美国高校竞技联盟 - 美国东南联盟 - 首都竞技联盟 - 世纪联盟 - 纽约城市大学竞技联盟 - 伊利诺伊州与威斯康辛州学院联盟 - 殖民地州竞技联盟 - 联邦海岸联盟 | - 帝国八联盟 - 大东北竞技联盟 - 中心地区高校竞技联盟 - 第三级别独立院校 - 爱荷华州校际竞技联盟 - 地标联盟 - 自由联盟 - 小东部联盟 - 马萨诸塞州校际竞技联盟 | - 密歇根州校际竞技联盟 - 中部大西洋联盟 - 中西部联盟 - 明尼苏达州校际竞技联盟 - 新英格兰校际联盟 - 新英格兰小学院体育联盟 - 新英格兰男女竞技联盟 - 新泽西州竞技联盟 - 北部大西洋联盟 | - 北部海岸竞技联盟 - 北部东方竞技联盟 - 北部竞技院校联盟 - 东北联盟 - 俄亥俄州竞技联盟 - 奥多明尼昂竞技联盟 - 总统竞技联盟 - 天际线联盟 - 南部竞技联盟 | - 南加利福尼亚州校际竞技联盟 - 南部校际竞技联盟 - 纽约州立大学竞技联盟 - 圣路易斯校际竞技联盟 - 大学竞技联盟 - 上中西部竞技联盟 - 美国南部竞技联盟 - 威斯康辛州校际竞技联盟 |

### 第三级别仅含美式足球联盟
- 东部高校美式足球联盟（英语：Eastern Collegiate Football Conference）

### 第三级别其他单项体育联盟
| - 大陆排球联盟——男子排球项目 - 新英格兰冰球联盟——男女冰球项目 - 东部学院竞技联盟东北同盟——男子冰球项目 - 东部学院竞技联盟西部同盟——男女冰球项目 - 中西部校际排球联盟——男子排球项目 | - 中西部袋棍球联盟——男子袋棍球项目 - 中西部女子袋棍球联盟——女子袋棍球项目 - 北方校际冰球联盟——男女冰球项目 - 俄亥俄河袋棍球联盟——男子袋棍球项目 - 联合排球联盟——男女排球项目 |

## 媒体合作
国家大学体育协会与CBS体育、CBS体育电视网、ESPN、ESPN+和特纳体育等媒体签署了涵盖其旗下88个锦标赛事的现有媒体版权合约。根据国家大学体育协会官方网站的报道，ESPN及其相关频道拥有21个赛事的转播授权；CBS公司及相关频道拥有57个赛事的转播权；而特纳体育则拥有1个赛事的转播权。以下是国家大学体育协会重要赛事的转播授权归属：
- CBS：男子篮球（含国家大学体育协会第一级别男子篮球锦标赛和第二级别男子篮球锦标赛）、田径、冰球（女子第一级别）；
- ESPN：女子篮球（所有级别）、棒球、垒球、冰球（男子第一级别）、美式足球（含所有级别）、足球（含男女组所有级别）；
- 特纳体育：与CBS共享国家大学体育协会第一级别男子篮球锦标赛。

西木第一拥有男子组和女子组篮球赛半决赛与决赛阶段，以及大学世界大赛（棒球）的独家广播转播权。DirecTV推出了涵盖CBS对国家大学体育协会各项篮球赛事转播的独家点播套餐。
从1988年到2013年，电子艺界获得了国家大学体育协会的品牌授权，而随后推出了国家大学体育协会美式足球系列赛和国家大学体育协会棒球系列赛（前国家大学体育协会疯狂三月）等体育赛事的电子游戏。但是国家大学体育协会的授权并不涵盖电子游戏的制作，赛事里队伍及球员的授权需要通过各大体育协会、大专院校及其他个体选手的授权。只有获得这些授权，电子艺界才能将第一级别男子篮球锦标赛纳入到期高校篮球赛事游戏中。因为一系列诉讼导致的不确定性，国家大学体育协会在2014年与电子艺界解除了合约。在这些诉讼中，最出名的就是“奧班農訴NCAA案”，争议点就在于视频游戏中的球员形象并没有获得当事人的授权。

## 财务状况
截至2014年，国家大学体育协会在其年度报告中公布自己拥有6亿美元的无限制净资产。由于其非营利组织的性质，国家大学体育协会并不需要像其他公司那样支付高额税金。尽管这种商业模式由于相关诉讼而显得岌岌可危，但是国家大学体育协会还是在这些诉讼获得胜利而保留其免税待遇。
2014年，国家大学体育协会还报告其拥有10亿美元的收入，为其“预算盈余”增加了8000多万美元。由于其非营利组织的性质，这些额外未支出的资金只能被称为“预算盈余”而不能称为“利润”。
同一年，国家大学体育协会通过其旗下体育赛事的电视版权获得近7亿美元的收入。随着体育赛事收入的增加，国家大学体育协会将增加的资金投入到基金当中。该基金于2004年创建，初始资本总额为4500万元。而到了2014年，该基金的资本总额已经增至3.8亿元。

## 个人奖项
更多请见官网。
国家大学体育协会颁发了许多不同种类的个人奖项，其中包括：
- 国家大学体育协会勇士奖（英语：NCAA Award of Valor）（非常设奖项）——颁发给学年期间内有英勇行为的个人。
- 国家大学体育协会杰拉尔德·福特奖（英语：NCAA Gerald R. Ford Award）——颁发给倡导校际运动中有重要领导行为的个人。
- 国家大学体育协会激励奖（英语：NCAA Inspiration Award）（非常设奖项）——颁发给那些鼓舞人心行为的个人。
- 国家大学体育协会体育精神奖（英语：NCAA Sportsmanship Award）——颁发给具有体育精神的学生训动员。
- 国家大学体育协会西奥多·罗斯福奖（英语：Theodore Roosevelt Award）——国家大学体育协会授予个人的最高荣誉。
- 国家大学体育协会年度女性大奖（英语：NCAA Woman of the Year Award）——颁发给在其大学就读期间内在学术、运动、服务、领导等方面有卓越表现的高年级女生。
- 精英90奖（英语：Elite 90 Award）——在国家大学体育协会下辖90个赛事（包含协会三个级别及全国大学生锦标赛等赛事）中获得最高总积分的男、女运动员。
- 银禧纪念奖（英语：Silver Anniversary Awards）——奖励给自大学毕业25周年的六位杰出前学生运动员。
- 飞跃开端奖（英语：The Flying Wedge Award）——国家大学体育协会的最高奖励，表彰那些为国家大学体育协会做出卓越领导和服务的人。
- 今日十大奖（英语：Today's Top 10 Award）——授予十位杰出的高年级大学生运动员。
- 沃尔特·拜尔斯奖学金（英语：Walter Byers Scholarship）——奖励给那些优秀的男女大学生运动员。

在过去几年里，国家大学体育协会还办法了如下荣誉：宇航员致敬奖章、商业领袖致敬奖章、国会荣誉勋章获得者致敬奖章、州长致敬奖章、奥运选手致敬奖章、表演艺术家致敬奖章、总统内阁致敬奖章、知名国家媒体致敬奖章、特别认证奖、众议院致敬奖章和参议院致敬奖章。

## 其他组织

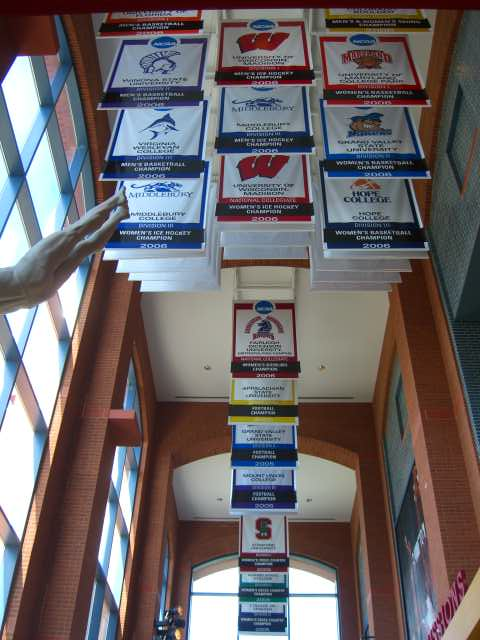
2006年国家大学体育协会锦标获得学校的旗帜悬挂于其总部大厅的天花板上。

国家大学体育协会是美国主要的但不是唯一的大学体育组织，还存在这其他几个这样的体育组织。

### 美国国内
- 全国大学校际体育协会
- 国家初级院校体育协会（英语：National Junior College Athletic Association）
- 美国基督教大专院校体育协会（英语：National Christian College Athletic Association）
- 美国大学体育协会（英语：United States Collegiate Athletic Association）
- 女子校际体育协会（英语：Association for Intercollegiate Athletics for Women）——1982年停止活动，在国家大学体育协会开始赞助女子大学生体育运动之后解散。
- 西北体育联盟（英语：Northwest Athletic Conference）——由华盛顿州和俄勒冈州的社区院校所组成。

### 其他国家或地区
- 学生联盟
- 英国大专院校体育联盟（英语：British Universities and Colleges Sport）
- 加拿大大学校际体育总会（英语：U Sports）和加拿大大学体育协会——两个机构均为加拿大大专院校体育的管理组织，地位平等。
- 菲律宾国家大学体育协会（英语：National Collegiate Athletic Association (Philippines)）
- 中国大学生体育协会
- 香港大专体育协会
- 澳门专上学生体育总会

### 国际组织
- 国际大学运动总会

## 延伸阅读
- Carter, W. Burlette.  (PDF). Vanderbilt Journal of Entertainment and Technology. 2006, 8 (2): 211–91  [2018-01-01]. （原始内容存档于2016-05-17）.
- Carter, W. Burlette.  (PDF). Virginia Journal of Sports and the Law. 2000, 8 (1): 1–103  [2018-01-01]. （原始内容存档于2016-05-17）.
- Carter, W. Burlette.  (PDF). Indiana Law Review. 2002, 35 (3): 851–923  [2018-01-01]. （原始内容存档于2016-05-17）.